# IRC
|  | Per a altres significats, vegeu «IRC (desambiguació)». |

IRC (acrònim d'Internet Relay Chat) és un protocol d'aplicació per fer xat definit a la RFC 1459. La seva forma d'operar el fa més adient per a LA comunicació dins de grups grans (de molts a molts). IRC està segmentat en "canals" i també permet la comunicació d'un a un.
Va gaudir de molta popularitat abans de la irrupció d'altres serveis com Messenger de Microsoft o el Facebook posteriorment. El software client per antonomàsia és el mIRC. D'altres són XChat i ChatZilla. Actualment existeixen clients IRC per pràcticament qualsevol sistema operatiu.

## Història
Va ser creat l'agost de 1988 per Jarkko Oikarinen, qui va programar l'IRCd (dimoni IRC, o IRC daemon en anglès). És per tant més antic que el WWW. Inicialment, la major part dels servidors IRC eren part d'una sola xarxa a la qual els nous servidors podien connectar-se sense restricció. No obstant això, d'aquí a una mica aquesta política va començar a ser abusada per usuaris que van establir servidors per sabotejar a altres usuaris, canals o servidors. L'agost de 1990, un dels operadors de IRC, Greg Lindahl ("*wumpus"), va trencar amb els altres servidors per formar EFnet. A conseqüència, la comunitat d'administradors es va separar en EFnet i A-net (Anarchy Network). Amb el temps, A-net va desaparèixer, deixant EFnet com l'única xarxa de IRC. Una sèrie de problemes amb el rendiment i l'abús de la xarxa finalment va portar a la creació d'una altra gran xarxa de *IRC, Undernet, que es va separar a l'octubre de 1992.
Entre 1993 i 1995, el servidor irc.xs4all.nl quan el portava Cor Bosnan es va enfrontar la censura; mentre diversos proveïdors exigien als seus servidors que esborressin de les seves i-lines a països sencers, xs4all es va bolcar en defensa d'aquests, permetent l'accés lliure i guanyant-se així el respecte de la comunitat IRC sencera.
El 24 juliol de 1996, un desacord de política va provocar que EFnet es divideixi en dues parts: la part una mica més gran europea (incloent-hi Austràlia i Japó) va formar IRCnet, mentre que els servidors nord-americans van seguir sota el nom *EFnet. Això es va conèixer àmpliament com el Great Split (la gran escissió).